# Eucalyptus rubida
Eucalyptus rubida, el eucalipto corteza de vela, es un árbol de talla mediana del género Eucalyptus. Crece en el sudeste de Australia, a través del bosque abierto de la Gran Cordillera Divisoria.

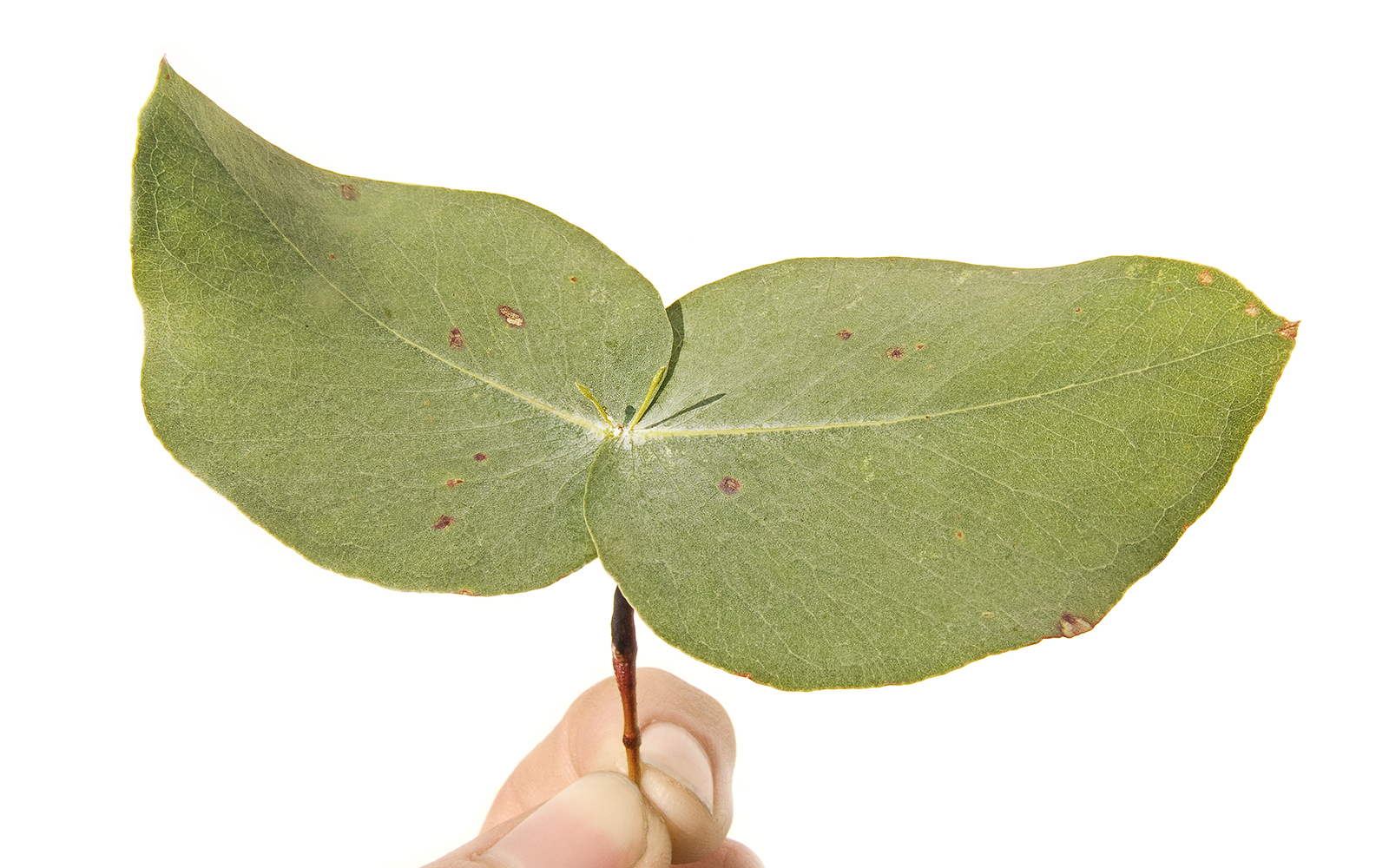
Hoja juvenil

## Descripción
La corteza de E. rubida es generalmente lisa y suave con ramas iluminadas con frecuencia tornándose anaranjadas o rojizas en verano. El tronco del árbol tiene frecuentemente una base desaliñada donde las viejas capas de la corteza no se han desprendido, dando la apariencia del cabo de una vela, de donde obtiene su nombre. La corteza del árbol es con frecuencia cortada con marcas horizontales hechas por un escarabajo excavador.
Especies acompañantes incluyen Eucalyptus pauciflora, Eucalyptus melliodora y Eucalyptus bridgesiana.

## Taxonomía
Eucalyptus rubida fue descrita por H.Deane & Maiden y publicado en Proceedings of the Linnean Society of New South Wales 24: 456–458, pl xl (40). 1899.
Etimología
Eucalyptus: nombre genérico que proviene del griego antiguo: eû = "bien, justamente" y kalyptós = "cubierto, que recubre". En Eucalyptus L'Hér., los pétalos, soldados entre sí y a veces también con los sépalos, forman parte del opérculo, perfectamente ajustado al hipanto, que se desprende a la hora de la floración.
rubida: epíteto
Variedades y Sinonimia
- Eucalyptus gunnii var. rubida (H.Deane & Maiden) Maiden, Proc. Linn. Soc. New South Wales 27: 561 (1902).

Eucalyptus rubida subsp. barbigerorum L.A.S.Johnson & K.D.Hill, Telopea 4: 240 (1991). De Nueva Gales del Sur.
Eucalyptus rubida subsp. rubida. Del sudeste de Australia
- Eucalyptus viminalis var. microcarpa Miq., Ned. Kruidk. Arch. 4: 125 (1856).

Eucalyptus rubida subsp. septemflora L.A.S.Johnson & K.D.Hill, Telopea 4: 241 (1991). De Nueva Gales del Sur hasta Victoria.